# Orticaria colinergica
L’ orticaria colinergica  è una forma di orticaria dove si manifestano alterazioni delle vie colinergiche.

## Sintomatologia
I sintomi  e i segni clinici sono la comparsa di pomfi e/o chiazze rosse e prurito nelle zone interessate che di solito sono collo, torace e schiena. Nei casi più gravi alcuni pazienti hanno riscontrato manifestazioni di angioedemi.
Questi sintomi tendono ad aumentare durante il periodo estivo a causa delle eccessive temperature. 

## Eziologia
Il fattore scatenante dell’orticaria colinergica è dovuto, nella maggior parte dei casi, nel momento in cui si sta per sudare (aumento della temperatura corporea), che può essere indotto da normali fattori fisiologici e non, come ad esempio: ansia, attività fisica, imbarazzo, paura, caldo, cibo piccante ecc.  
L’orticaria colinergica è causata da un rilascio di istamina, nel momento in cui si sta per sudare (ma non si suda), dovuto all’attivazione anomala dei mastociti. Questo comportamento dei mastociti è causato da un’elevata quantità di acetilcolina (da qui il nome colinergica), rilasciata normalmente per attivare le ghiandole sudoripare. Queste ghiandole, nei soggetti affetti da orticaria colinergica, sono inibite, poiché i loro pori sono ricoperti da un eccessivo strato di epidermide, così da non rispondere al segnale dell’acetilcolina, la quale viene prodotta ulteriormente per via della mancanza di secrezione di sudore da parte delle ghiandole sudoripare, così da indurre al rilascio di istamina da parte dei mastociti.

## Esami
Oltre all'anamnesi si effettua il test di Mecholyl, esame in cui si inietta una sostanza (la metacolina) nella persona e si vede la reazione (comparsa di altri pomfi). Ultimamente a tale esame è preferito quello di sforzo che è più preciso.

## Terapia
La terapia di prima linea è rappresentata dagli antistaminici, ma non tutti hanno benefici. Alcuni pazienti hanno trovato beneficio grazie ad un anticorpo monoclonale, l'omalizumab, che però è indicato principalmente per l'orticaria cronica spontanea. Recentemente alcuni studi hanno rilevato un'efficacia su una buona parte di pazienti affetti da orticaria colinergica di un altro anticorpo monoclonale, il dupilumab. Se le precedenti terapie non hanno effetto sui pazienti con una forma severa di orticaria colinergica, è possibile somministrare la ciclosporina, un potente farmaco immunosoppressore che riduce la reazione del sistema immunitario. 
La terapia della fototerapia con raggi UVB, la quale rallenta la crescita degli strati più esterni dell’epidermide, favorendo la riapertura dei pori delle ghiandole sudoripare è poco diffusa nel trattamento dell'orticaria colinergica. 